# 路易吉·布兰多
路易吉·布兰多（義大利語：Luigi Burlando，1899年1月23日—1967年12月12日），意大利水球及足球运动员。他曾代表意大利国家队参加1920年和1924年夏季奥林匹克运动会足球比赛，及1920年夏季奥林匹克运动会水球比赛。